# Canal 300
O 300 foi um canal monotemático da Televisió de Catalunya que emitia séries e filmes de produção própria. Também se emitiam séries e filmes de produção externa adquiridas e emitidas anteriormente pelos canais da Televisió de Catalunya. Este canal emitia unicamente na TDT através do múltiplex da Televisió de Catalunya.
Nos últimos meses de emissão partilhava a sua frequência com o canal infantil Canal Super3, mas deixou de emitir com o início das emissões do canal juvenil 3XL, que passou a ocupar o seu lugar

## História
O canal 300 começou a emitir, em fase de provas, no dia 21 de Novembro de 2005, substituindo o Canal Pilot. O início das emissões regulares e a sua inauguração tiveram lugar no dia 28 de Novembro de 2005, com a emissão da telenovela Secrets de família desde o primeiro capítulo. O início das emissões do canal seguiu-se em direto na TV3, onde o diretor da Televisió de Catalunya apresentara anteriormente o novo canal dentro do programa Els Matins.
Ao fim de um ano fazia-se uma valoração muito positiva do legado do novo canal, que tinha conseguido uma audiência de 0,2%, metade da audiência do canal 3/24.
No dia 3 de Dezembro do 2006, o 300 passou a partilhar a sua frequência com o K3 (que se desdobrava do 33 na TDT. Com esta mudança, o canal 300 reduzia o seu horário de emissão das 21h30 às 7h00. A partir do dia 18 de outubro do 2009, devido à substituição do Canal K3 pelo Canal Super3, o Canal 300 muda o seu horário de emissão, que passa a ser das 21h00 às 6h00.
A 14 de maio de 2010 a Televisió de Catalunya anunciou que o Canal 300 desapareceria em Setembro de 2010 e que na sua faixa horária emitiria o canal 3XL, de temática juvenil. No entanto, também se anunciou que os conteúdos do canal passariam a completar a oferta do canal 33.

## Séries emitidas

### Séries e telenovelas de produção própria
- Secrets de família
- Plats bruts
- El cor de la ciutat
- Ventdelplà
- Majoria absoluta
- L'un per l'altre
- Tres estrelles
- Psico express
- Laura
- Jet lag
- Estació d'enllaç
- Laberint d'Ombres
- Dinamita
- De professió: A.P.I.
- Tot un senyor
- Sóc com sóc
- Quan es fa fosc
- Crims
- Poblenou
- Carme i David. Cuina menjador i llit
- Quart segona

### Séries estrangeiras
- Dallas
- A Feiticeira
- Bonanza
- Star Trek
- The Brittas Empire
- Married... with Children
- Diagnosis: Murder
- The Twilight Zone

## Audiências
Audiências de seguimento pela TDT do Canal 300. A partir do mês de Dezembro de 2006 passa a emitir juntamente com o K3 e, posteriormente, com o Canal Super3. Em Setembro de 2010 o canal deixa de existir.
| Ano  | Janeiro | Fevereiro | Março | Abril | Maio | Junho | Julho | Agosto | Setembro | Outubro | Novembro | Dezembro | Média anual |
| ---- | ------- | --------- | ----- | ----- | ---- | ----- | ----- | ------ | -------- | ------- | -------- | -------- | ----------- |
| 2006 | -       | -         | -     | -     | 0%   | 0,1%  | 0,1%  | 0,1%   | 0,1%     | 0,1%    | 0,1%     | 0%       | -           |
| 2007 | 0,1%    | 0,1%      | 0,1%  | 0,1%  | 0,2% | 0,2%  | 0,2%  | 0,3%   | 0,2%     | 0,1%    | 0,2%     | 0,2%     | -           |
| 2008 | 0,2%    | 0,2%      | 0,2%  | 0,4%  | 0,3% | 0,4%  | 0,4%  | 0,4%   | 0,5%     | 0,5%    | 0,5%     | 0,5%     | -           |
| 2009 | 0,4%    | 0,5%      | 0,6%  | 0,5%  | 0,5% | 0,5%  | 0,6%  | 0,6%   | 0,5%     | 0,4%    | 0,5%     | -        | -           |
| 2010 | -       | -         | 1,1%  | 1,0%  | 1,1% | 1,3%  | 1,7%  | 2,1%   | -        | -       | -        | -        | -           |